# Lennart Jernestrand
Erik Lennart Gideon Jernestrand, född 10 november 1929 i Örnsköldsvik, död 26 november 2007, var en svensk tonsättare, pianist, organist, körledare och arrangör.

## Biografi
Jernestrand var son till handelsföreståndaren Gideon Jonsson och Helga Wiberg. Jernestrand började som barn att lära sig spela olika instrument, bland annat orgel, piano, cello och fiol. Som 16-åring antogs han 1945 vid Kungliga Musikaliska Akademiens solistutbildning i cello samtidigt som han kom in i orgelklassen. Sex år senare hade han avlagt högre organistexamen, högre kantorsexamen, musiklärarexamen och examen i solistklassen för cello. Efter avslutade studier fick han anställning som organist och musikalisk ledare i Södermalmskyrkan i Stockholm.
Lennart Jernestrand var vid sidan av sina tjänster i frikyrkorna också under många år verksam som organist i Högalidskyrkan i Stockholm, tillhörig Svenska kyrkan. 1954 tillträdde han tjänsten som musikledare i Filadelfiakyrkan vid sidan av musikdirektören Karl-Erik Svedlund. Samma år anställdes Jernestrand som musikchef för nystartade IBRA Radio och skapade följande år 1955 IBRA-kören, som han ledde till dess nedläggning 1999. Under 1950-talet följde Jernestrand med Einar Ekberg på många av hans sångarturnéer i USA. Jernestrand framträdde också som ackompanjatör vid skivinspelningar på Hemmets Härold. Han ingick i redaktionen för pingströrelsens sångbok Segertoner 1960 tillsammans med Karl-Erik Svedlund och Daniel Hallberg. Han ingick också under 1980-talet i arbetsgruppen som projekterade den ekumeniska psalmbok som finns i samtliga kyrkor och samfund.
Jernestrands produktion som tonsättare och arrangör, omfattar kompositioner och arrangemang som orgelpreludier för psalmer, parafraser, kantater, blås- och stråkmusik, orkestermusik, solosånger och körverk. I körproduktionen finns, förutom egna tonsättningar, ett stort antal arrangemang av tonsättare som Georg Friedrich Händel, Johann Sebastian Bach, Gustaf Nordqvist, Otto Olsson, Jean Sibelius m. fl. och utgör över 1000 olika arrangemang. Bland han egna tonsättningar av sånger finns bl.a. bibeltexter och texter av Franciskus, Anders Frostenson m.fl. psalm- och sångförfattare/diktare samt av egna texter.
Lennart Jernestrand och hans IBRA-kör svarade under många år för andliga sång- och musikprogram under julen i Sveriges Television. Han var också musikalisk ledare för TV-programmet "Sjung för Guds skull" som sändes i SVT under 1990-talet. Han var också känd som en av landets främsta ackompanjatörer. Han gav ut fyra egna skivor med piano- och orgelimprovisationer av kända psalmer och andliga sånger.
Han finns som tonsättare representerad i den svenska psalmboken med nr 311 med text av Anders Frostenson och 687 med bibeltext. 
Lennart Jernestrand är begravd på Solna kyrkogård.

## Verklista

### Orgelverk
- Led milda ljus
- Vad ljus över griften
- Julmusik - O come, all ye faithful
- Det dukas i himlarnas rike
- Bereden väg för Herran
- Våren
- Julkoraler för orgel
- O du saliga

### Blandad kör och orgel
- Uppståndelsehymn
- Herren är min herde
- Guds och Lammets lov
- Härlig är jorden
- Heliga Guds Moder
- Herdepsalm
- Vägen, sanningen och livet
- Ge Jesus äran
- Palmsöndagshymn
- Tacksägelsehymn
- Adventsrapsodi
- Det är advent
- Herren är min herde
- Julvisa

## Psalmer
Han satt med som projektledare samt ordförande för musikgruppen i Segertonerkommittén 1988. Han finns representerad med åtta psalmer i psalmboken
- Jag skall gråtande kasta mig ner (Herren Lever 1977 nr 934 Den svenska psalmboken 1986 nr 311). Tonsatt 1970.[3]
- Jag vill höra, o Herre, din röst, skriven 1970.[3]
- Jag är med er alla dagar, skriven 1972.[3]
- Där två eller tre, skriven 1978.[3]
- Hos Herren får vi alla, skriven 1981.[3]
- Herre, vår Herre, hur härligt är ditt namn, skriven 1987.[3]
- I barndomens dagar, musik skriven 1987.[3]
- I dopet, till gemenskap, musik skriven 1987.[3]

### Fotnoter
1. ↑  Örnsköldsvik (Y) AIIa:3b (1925-1940) Sida: 320
2. ↑  ”Erik Lennart Gideon Jernestrand”. Gravar.se. https://gravar.se/forsamling/solna-kyrkogardsforvaltning/solna-kyrkogard/36/erik-lennart-gideon-jernestrand-71d86. Läst 4 augusti 2023.
3. 1 2 3 4 5 6 7 8 9  Heinerborg, Karl-Erik; Lennart Jernestrand (1988). Segertoner melodisångbok. Stockholm: Förlaget Filadelfia. Libris 911558